# Adam Vilém Vratislav z Mitrovic
Adam Vilém hrabě Vratislav z Mitrovic (Adam Wilhelm Graf Wratislav von Mitrowicz) (†11. října 1666) byl český šlechtic a rytíř maltézského řádu. Vyznamenal se jako námořní vojevůdce ve válkách proti Turkům a se svými bratry byl v roce 1651 povýšen do hraběcího stavu. V letech 1661–1666 byl velkopřevorem maltézského řádu v Čechách.

## Životopis

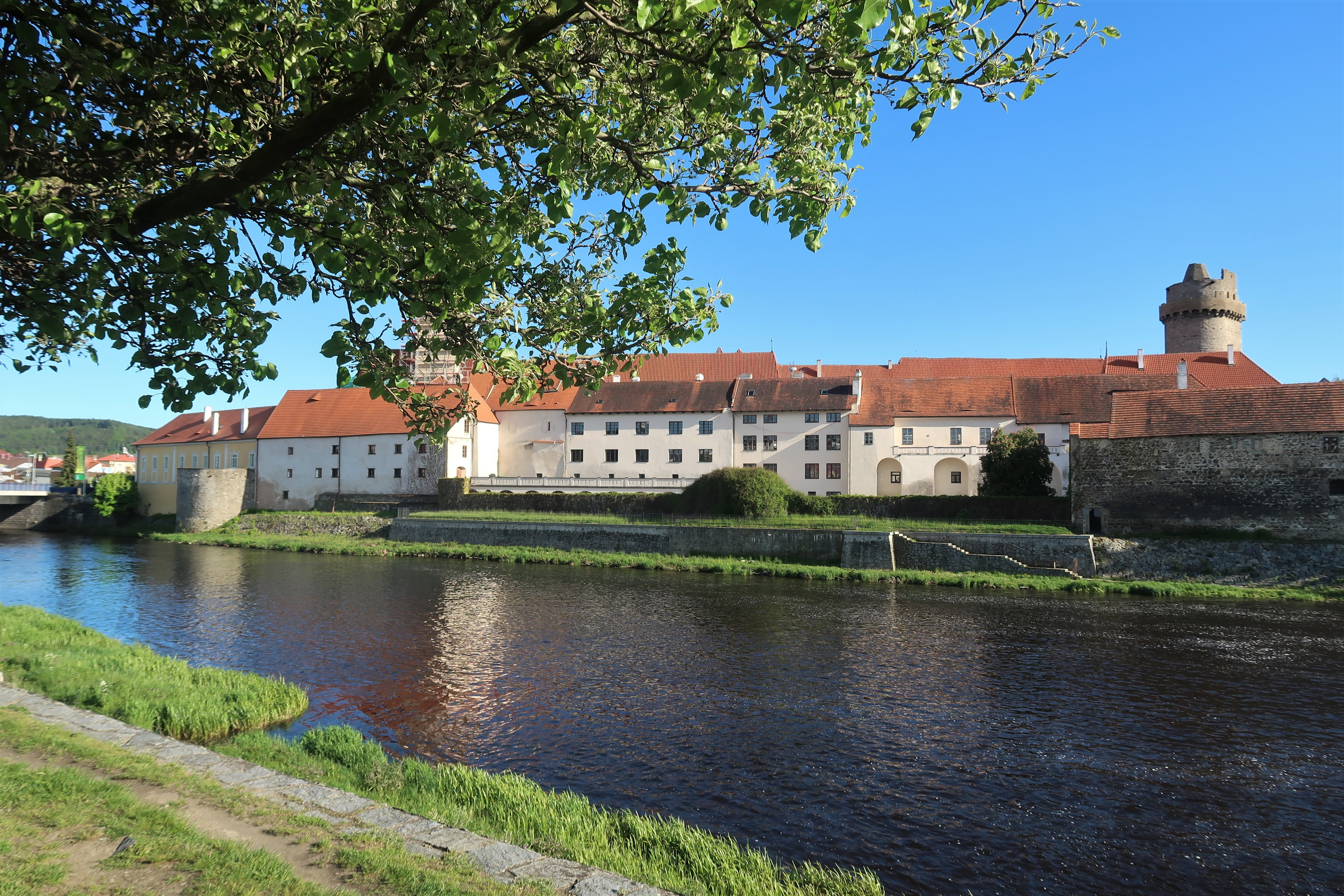
Hrad Strakonice, hlavní sídlo maltézských rytířů v Čechách

Pocházel ze starého českého rodu Vratislavů z Mitrovic, patřil k protivínské větvi a narodil se jako druhorozený z pěti synů Jana Vratislava z Mitrovic (†1628), který vlastnil Protivín a v roce 1627 získal titul svobodných pánů. Adam Vilém vstoupil do maltézského řádu pravděpodobně ještě v dětském věku v roce 1629, poté odešel na Maltu a bojoval v námořních válkách proti Turkům. Od roku 1641 působil jako receptor na Maltě, v roce 1646 se stal prokurátorem řádové pokladny a receptorem českého velkopřevorství. Později byl také komturem několika komend a v letech 1657–1662 působil jako velkobailli pro německé země. Souběžně postupoval v hodnostech řádového námořnictva, byl generálním kapitánem řádové mariny a nakonec v letech 1661–1663 admirálem celého loďstva maltézského řádu.
Již v roce 1651 byl spolu se svými bratry a dalšími příbuzných z jiných rodových linií povýšen do hraběcího stavu (titul platil pouze pro České království). Na počátku vlády Leopolda I. byl jmenován císařským tajným radou. V letech 1661–1666 byl velkopřevorem maltézského řádu v Čechách, z titulu této funkce byl zároveň členem sboru místodržících Českého království a přísedícím zemského soudu. V této době ale v Čechách příliš nepobýval, jako prokurátor jej zastupoval Ferdinand Ludvík Libštejnský z Kolovrat. Z Vratislavových aktivit je známo mimo jiné to, že v roce 1664 potvrdil městská privilegia Strakonicím, kde se nacházelo jedno z hlavních sídel maltézských rytířů v Čechách. V roce 1664 také Strakonice navštívil. Pobýval převážně na Maltě, kde měl díky předchozím válečným úspěchům na moři značnou autoritu a v roce 1663 byl vážným kandidátem ve volbě řádového velmistra. Nakonec se do Čech vrátil, zemřel v Praze a byl pohřben v kostele Panny Marie pod řetězem.
Jeho nejstarší bratr Jiří (†1660) vlastnil Protivín a zastával funkce v zemské správě Českého království, byl mimo jiné královským radou, zemským sudím a hejtmanem Prácheňského kraje. Nejmladší z bratrů František Šebestián (†1684) byl rytířem maltézského řádu a Adama Viléma následoval na postu českého velkopřevora (1667–1675). Z pozdějšího potomstva protivínské větve vynikl diplomat Jan Václav Vratislav z Mitrovic (1670–1712), který byl také velkopřevorem maltézského řádu v Čechách.